# Wenceslaus I van Teschen
Wenceslaus I van Teschen (1413 - Bielitz, 1474) was de oudste zoon van hertog Bolesław I van Teschen en Euphemia van Mazovië. Na de dood van zijn vader in 1431, bestuurde Wenceslaus samen met zijn broers en zijn moeder het hertogdom. Na de deling van de goederen van zijn vader in 1442, regeerde hij in Bytom en Siewierz en kreeg ook delen van Teschen. Spoedig verkocht hij Siewierz aan kardinaal Zbigniew Oleśnicki, de bisschop van Krakau. In 1452 ruilde hij Bytom om voor Bielitz met zijn broer Bolesław II.
In 1439 huwde Wenceslaus met Elisabeth, dochter van keurvorst Frederik I van Brandenburg. Zij was de weduwe van Lodewijk II van Liegnitz. Het huwelijk eindigde in 1445-1446 om onbekende redenen. Wenceslaus stierf zonder kinderen in Bielitz in 1474.